# Get Big
Get Big è un film documentario del 2018 diretto da Daniele Lince e Elena Beatrice. È il primo film italiano che parla dell'Ultimate Frisbee ed è stato girato in Italia.

## Trama
Il film racconta l'Ultimate Frisbee in Italia seguendo la squadra di Torino durante gli allenamenti, nel Campionato italiano e in alcuni tornei.

## Riconoscimenti
- 2018 - Overtime Festival
  - Premio Pindaro[1]
- 2018 - Sport Film Festival
  - Special Prize[2]
- 2018 - Bristol Independent Film Festival
  - Selezione Ufficiale
- 2018 - Globi d'Oro
  - In concorso